# Sicario
Un sicario è l'esecutore materiale di un omicidio su incarico conferito da un soggetto detto mandante.

## Origine del termine
Si ritiene che il termine derivi da sica (un'arma che antichi romani conoscevano poiché usata dagli Illiri), a sua volta dal proto-albanese tsikā , da cui l'albanese thikë, "coltello", dal proto-indoeuropeo ḱey- ("affilare"), probabilmente tramite l'Illirico.
Sicarii era anche il nome attribuito dagli antichi romani a una fazione estremista del partito ebraico degli Zeloti che ricorrevano sistematicamente all'omicidio terroristico come loro principale strategia politica, a cui coincide il termine omografo (nelle lingue mediorientali) di "Iscariota" utilizzato nei Vangeli.